# Jahnstraße (Stuttgart)

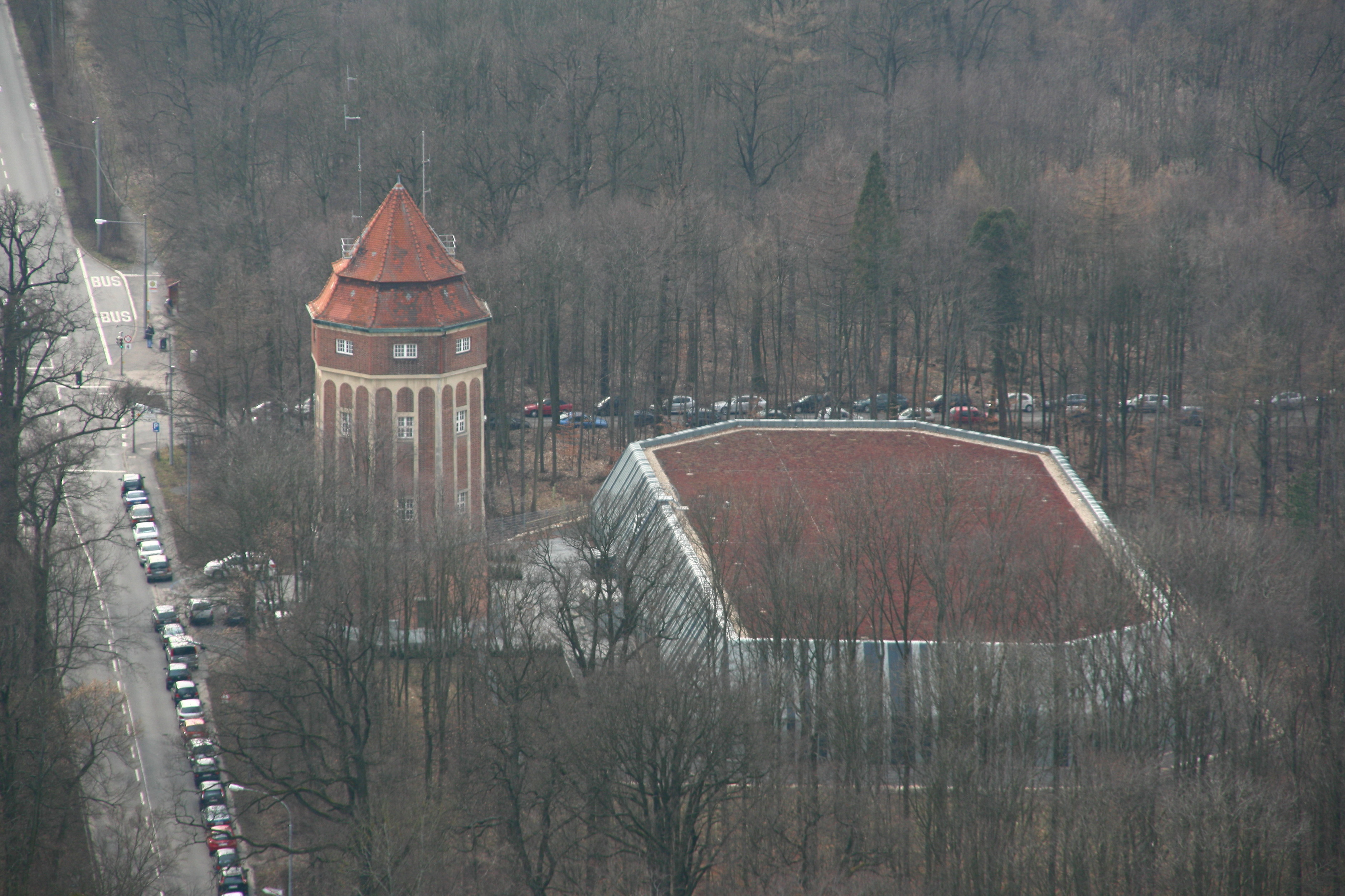
Blick vom Fernsehturm auf den Degerlocher Wasserturm an der Jahnstraße

Die Jahnstraße in Stuttgart ist eine mehrspurige Straße, die den Stadtteil Degerloch mit dem Stadtbezirk Stuttgart-Ost verbindet. Bedeutung erlangte sie insbesondere durch den Bau der Mittleren Filderstraße, einer 1953 eröffneten wichtigen Umgehungsstraße im Süden von Stuttgart, die auf dem Bopser in die Jahnstraße mündet. Diese wurde darum 1954 stark ausgebaut, wobei sie als reine Betonstraße ausgeführt wurde. In der Jahnstraße lag zuvor bereits das älteste Betonstraßenstück der Stadt, bei der Erneuerung 1954 war es die zweite reine Betonstraße, die nach dem Zweiten Weltkrieg in Stuttgart angelegt wurde.

## Lage und Bebauung
Die Jahnstraße beginnt nördlich des Zentrums von Degerloch bei der Gabelung der Löffelstraße, die sich dort in die Obere bzw. Neue Weinsteige nach Stuttgart-Mitte und eben die Jahnstraße weiter nach Osten aufteilt. Die Jahnstraße führt nach Nordosten zunächst durch ein neuzeitliches, aufgrund der Hanglage eher locker bebautes Wohngebiet und bildet im weiteren Verlauf die nördliche Siedlungsgrenze von Degerloch. Nachdem die Straße die Sportanlagen, darunter das Gazi-Stadion auf der Waldau, am nordöstlichen Rand von Degerloch passiert hat, führt sie in mehreren großzügigen Schwingen durch den Wald über den Bopser, wo die Mittlere Filderstraße von Süden in sie einmündet, weiter nach Nordwesten in Richtung Stuttgart-Ost. Beim Verlassen des Waldes geht sie auf Höhe der Merz-Schule in Stuttgart-Ost in die Pischekstraße über.
Bebauung längs der Jahnstraße gibt es im Wesentlichen nur in dem kurzen Abschnitt von der Gabelung der Löffelstraße bis zum Ortsrand von Degerloch. In einem Neubau in der Jahnstraße 5 ist die Bezirksärztekammer Nordwürttemberg untergebracht, der auch die benachbarte denkmalgeschützte Villa Taubenheim gehört. An der Stelle des 1987 errichteten Neubaus befand sich von 1870 bis zum Abriss 1957 die Sommerresidenz der Antonie von Siemens, Ehefrau des Konzerngründers Werner von Siemens. Das Gebäude diente von 1913 bis 1939 als Sanatorium von Emil Reinert. In der nahegelegenen Villa in der Jahnstraße 40 lebte der Verleger Euchar Nehmann (Franckh-Kosmos), der im Dachrondell der Villa ein Observatorium eingerichtet hatte. Südlich der Jahnstraße setzt sich großzügige Villenbebauung fort.
Die Adresse Jahnstraße 120 trägt der Stuttgarter Fernsehturm, ein weiterer Turm an der Jahnstraße ist der Degerlocher Wasserturm.

## Geschichte
Die Jahnstraße trug in Degerloch ursprünglich den Namen „Bahnhofstraße“ und erhielt 1928 ihren heutigen Namen. Im ersten Degerlocher Bahnhof in der Jahnstraße, dessen Empfangsgebäude 1931 abgerissen wurde, endete die Zahnradbahn und begann die Bahnstrecke Stuttgart-Degerloch–Stuttgart-Möhringen. Im weiteren Verlauf über den Bopser geht die Jahnstraße auf das dortige Netz alter Wirtschaftswege zurück, die wie z. B. die Dobelklinge den geografischen Gegebenheiten folgen.
Die Jahnstraße verbindet auf einer Länge von 1,6 Kilometern den Bopser mit dem Aussichtspunkt Geroksruhe. 1929 war bereits ein 480 Meter langes Teilstück der Straße als Betonstraße ausgeführt worden. Die Straße war sechs Meter breit, die Deckenstärke betrug 13 Zentimeter. Die alte Straßendecke hat sich aus einer 8 Zentimeter dicken Unterschicht aus Moränekiessand, Kalkschotter und 220 Kilogramm Zement pro Kubikmeter sowie einer 5 Zentimeter dicken Oberschicht aus Moränekiessand mit Diabassplit 15/25 und 355 Kilogramm Zement pro Kubikmeter zusammengesetzt. Das alte Betonstraßenstück war ohne Längsfugen, Bewehrung und Verdübelung ausgeführt, so dass sich nach dem Zweiten Weltkrieg mit dem ansteigenden Kraftfahrzeugverkehr bald Längsrisse zeigten. Auch die restlichen Abschnitte der Jahnstraße waren dem gestiegenen Verkehr nicht mehr gewachsen.
Nach der Eröffnung der Mittleren Filderstraße im Jahr 1953, die Degerloch, Hoffeld und Schönberg im Osten umfährt und auf dem Bopser von Süden kommend in die Jahnstraße mündet, wurden die umliegenden Straßen ab Sommer 1954 den neuen Verkehrsverhältnissen angepasst. Für die Jahnstraße, die künftig vor allem auch den gesamten über die Mittlere Filderstraße nach Norden zum Stuttgarter Zentrum hin fließenden Verkehr aufzunehmen hatte, wurde eine Ausführung als Betonstraße in voller Länge von 1600 Metern beschlossen. Die Baumaßnahmen an der Jahnstraße begannen am 13. Juli 1954. 
Die Fahrbahnbreite wurde auf 10,10 Meter erhöht, davon nahmen die Fahrbahn 7,50 Meter und die Seitenstreifen jeweils 1,30 Meter ein. Die neue Betondecke wurde auf die alte Straße aufgebracht, wobei neben der schmäleren alten Straße ein der größeren Breite geschuldeter Streifen nachverdichtet wurde. Zwischen alter Fahrbahn und neuer Betondecke wurde eine 15 Zentimeter starke abgestufte Sand- und Kiesschicht aus gewaschenem Rheinmaterial mit einer Korngröße von bis zu 30 mm eingebracht, das mit Stampfbohlengeräten und Rüttelplatten ebenfalls verdichtet wurde. Der für den Belag verwendete Beton wurde mit 350 kg Straßenbauzement 225 pro Kubikmeter Beton angesetzt. Wegen des geringen Feinstsandanteils im verwendeten Rheinsand wurde dem Beton ein plastifizierendes Mittel als Luftporenbildner zugegeben. Auf den Steigungsstrecken (max. 7,6 %) der Jahnstraße wurde eine raue Ausbildung der Straßendecke mittels druckverstärktem Piassavabesen erzielt, während flache Streckenabschnitte den üblichen Besenstrich erhielten. Auf etwa 65 % der Gesamtfläche wurde die Straßendecke mit Stahlmatten bewehrt. Die Gesamtfläche des Straßenbauwerks beträgt ca. 14.000 m².